# Penal de Punta Peuco
El Centro de Detención Preventiva y Cumplimiento Penitenciario Especial Punta Peuco, más conocido como Penal de Punta Peuco, es un complejo penitenciario chileno, ubicado en la comuna de Til Til, a 64 km de Santiago de Chile. 
En el penal están detenidos miembros de las Fuerzas Armadas en retiro y exagentes del Estado condenados por el sistema judicial, utilizando el antiguo sistema procesal penal originado en 1906, sin las garantías introducidas con la reforma efectuada entre el 2000 y 2005. Las condenas son de «crímenes de lesa humanidad» durante la dictadura militar de Augusto Pinochet. 
El recinto está bajo la administración de Gendarmería de Chile.
A 70 metros del penal se encuentra el Centro Metropolitano Norte, CIP CRC Til Til, dependiente de Gendarmería y el SENAME.
El nombre lo recibe de la montaña llamada Punta de Peuco ubicada en sus cercanías.

## Historia
Fue creado en el marco del gobierno del presidente Eduardo Frei Ruiz-Tagle, mediante el decreto n.° 580 del 14 de junio de 1995, el cual fue firmado por la ministra de Justicia Soledad Alvear; sin embargo, ello correspondía al ministro de Obras Públicas, Ricardo Lagos, quien se opuso al proyecto y presentó su renuncia al presidente, la que finalmente no fue aceptada. El objetivo de su creación fue que en ese entonces se necesitaba un lugar para que cumplieran su condena los implicados en el caso Letelier, el general en retiro Manuel Contreras y el brigadier Pedro Espinoza, ambos condenados por delitos de derechos humanos cometidos durante la dictadura militar del general Augusto Pinochet. El arquitecto encargado de su construcción fue el entonces director de Gendarmería, el militante socialista Claudio Martínez Cerda.
En 2004, fue creado el Centro de Cumplimiento Penitenciario Cordillera, con el fin de descomprimir el Penal de Punta Peuco, siendo varios de sus reclusos derivados al nuevo penal. Sin embargo, el 29 de septiembre de 2013 fue cerrado el Penal Cordillera por el entonces presidente Sebastián Piñera, y los condenados que habitaban ese recinto fueron trasladados nuevamente a Punta Peuco.
En 2023 el penal llegó a su máxima capacidad de 130 personas, siendo los nuevos condenados recluidos en el centro Colina 1.

## Reclusos
Algunos de los condenados que están o han estado reclusos en el penal Punta Peuco son:
- Miguel Krassnoff
- Pedro Espinoza Bravo
- Álvaro Corbalán Castilla[9]
- Raúl Eduardo Iturriaga Neumann
- Franco Alberto Casanova (1933-2013)
- Patricio Cereceda Truán
- César Manríquez Bravo
- Marcelo Moren Brito (1935-2015)
- Manuel Contreras Sepúlveda (1929-2015)
- Hugo Salas Wenzel (1935-2021)
- Fernando Torres Silva (1939-2021)
- Jorge del Río
- José Zara Holger
- David Miranda
- Carlos Herrera Jiménez
- Guillermo González Betancourt
- Juan Fuentes Castro
- Claudio Salazar Fuentes
- Alejandro Saez Mardones
- Patricio Zamora Rodríguez
- Manuel Muñoz Gamboa
- Fernando Valdés Cid

## Características y críticas

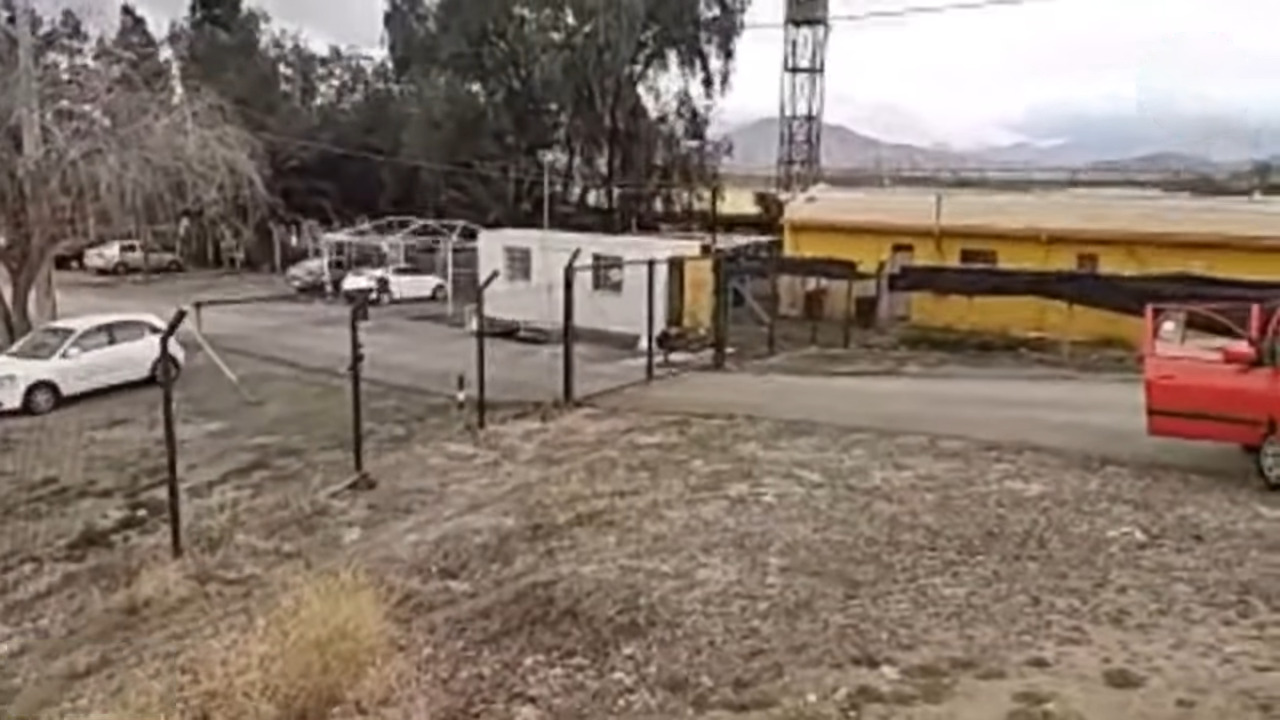
Entrada del penal de Punta Peuco.

El recinto cuenta con piezas individuales en cuatro módulos numerados, —previamente llamados «Alfa», «Beta», «Gamma» y «Delta»—, cada uno con living, cocina y ducha. Cada habitación tiene una cama de 1 y 1/2 plazas y baño con inodoro. Los internos pueden hacer ingreso de electrodomésticos y equipos de radio, televisores (con acceso a televisión satelital), no así de teléfonos móviles, y computadores personales sin acceso a internet solo en casos excepcionales. Además existen computadores comunes sin acceso a internet. Existen patios comunes por módulo, con espacios donde se realizan charlas, práctica de kinesiología y donde existe una biblioteca, además de una multicancha y cancha de tenis.
Las condiciones del recinto han sido criticadas por algunos informes del Poder Judicial y del Instituto Nacional de Derechos Humanos, debido a la situación de privilegio en que vivirían los internos, en comparación al resto de los complejos penitenciarios del país. Bajo esa premisa, se ha propuesto en varias ocasiones la clausura de este penal, sobre todo desde el cierre del Penal Cordillera en 2013.
Además, abogados han criticado el uso del Código de Procedimiento Penal de 1906 en los procesos de los reclusos, ya que el antiguo código en desuso en el resto del país no cuenta con las garantías respecto a las pruebas introducidas en la reforma procesal penal efectuada entre el 2000 y 2005 bajo el gobierno del presidente Ricardo Lagos.
En los últimos días del segundo gobierno de Michelle Bachelet, el ministro de Justicia y Derechos Humanos Jaime Campos se negó a firmar un decreto de cierre del penal.
Dicha situación valió críticas de parte de la Agrupación de Familiares de Detenidos Desaparecidos en contra de la ya entonces expresidenta, pues durante los 4 años de su administración en repetidas ocasiones prometió el cierre, intentando dicha situación a solo días de la transmisión del mando, ante lo cual la organización aseguró que Bachelet «nunca tuvo la intención» de gestar el cierre del recinto.
La presidente de la Fundación Verdad y Justicia Presos Políticos Militares, Loreto Iturriaga Neumann, manifestó en 2017 que la situación de los reclusos «es una venganza judicial sesgada» a quienes califica de «presos políticos» y ha pedido la ayuda del entonces presidente de Estados Unidos, Donald Trump, afirmando que él se encuentra enterado de la situación de los reclusos. También calificó a Sebastián Piñera de «traidor».
Durante la pandemia de COVID-19, los decesos aumentaron en un 10% mensual dentro del recinto, estándo el 70% de los reclusos contagiados, siendo la cárcel chilena con mayor número de muertes.[cita requerida]
En su discurso de la Cuenta Pública de 2024, el presidente Gabriel Boric anunció que iba a poner fin al Penal Punta Peuco como una cárcel especial, por lo que pasará a ser una cárcel común. De acuerdo con el ministro de Seguridad Pública, Luis Cordero, el anuncio implica una modificación del decreto supremo que creó el establecimiento penal, de manera que no apunta al cierre del mismo, sino que deja a disposición de Gendarmería la gestión de su población penitenciaria, en el contexto de la sobrepoblación penal.

## Curiosidades
- Cuando Manuel Contreras recibió la sentencia en mayo de 1995 por el asesinato de Orlando Letelier ocurrido en 1976, el penal aún estaba en construcción, por lo cual se intuye que toda la resistencia que Contreras hizo antes de ser recluido fue para esperar la inauguración del recinto, y en coincidencia el ex director de la DINA fue detenido en el Hospital Naval de Talcahuano no sólo para la espera del término de construcción de la cárcel, sino también para ser intervenido quirúrgicamente de una hernia que padecía.[32]

- El único militar no condenado por violaciones a los derechos humanos  y que estuvo recluido en este penal, fue el Mayor (R) Patricio Cereceda, sindicado como principal responsable de la muerte de 44 soldados y un sargento en la denominada tragedia de Antuco, ocurrida en mayo de 2005.[33]